# تمهن

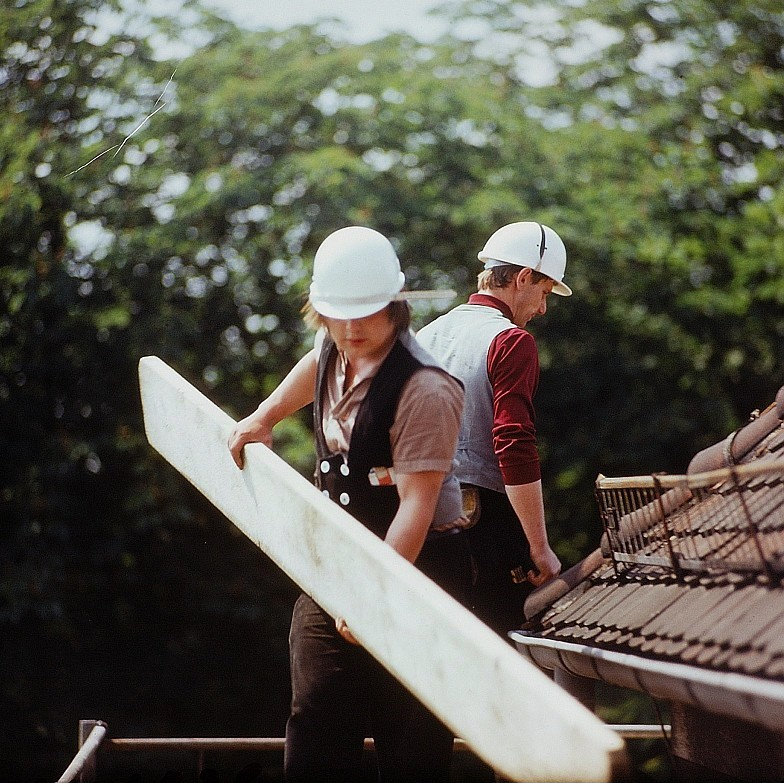

التمهّن أو التلمذة  (بالإنجليزية: Apprenticeship)‏، هو نظام تدريبي للأجيال الجديدة الراغبة بامتلاك مهنة في مجال ما. يعطي هذا النظام الجيل الجديد فرصة الممارسة العملية في المجال الذين يرغبون بامتهانه عبر مجموعة من المواد العملية والنظرية. التلمذة أيضا تمكن الممارسين من الحصول على ترخيص لممارسة مهنة ما. ويُدرّب معظمهم في أثناء العمل لصاحب العمل الذي يساعد المتدربين تعلم التجارة أو المهنة، في مقابل عملهم لديه بإجر أقل من العامل الرسمي أو حتى مجانا ويستمر التدريب لفترة معينة متفق عليها يمكن أن تكون بين ستة شهور إلى ثلاثة سنوات وبعض المهن تتطلب وقت أكبر. يكون في فترة التدريب مهارات يجب اكتسابها ويعطي المسؤول عن المتدرب تغذية راجعة عن أدائه وفرص التطوير والتقدم ومواضع الضعف.